# The Moment (álbum de Framing Hanley)
The Moment es el álbum debut de la banda de rock alternativo Framing Hanley lanzado originalmente en 2007, y reeditado en 2008. Está compuesto por 16 canciones.

## Lista de canciones
1. "Home" – 3:14[2]
2. "Built for Sin" – 3:32[3]
3. "Hear Me Now" – 3:53
4. "Slow Dance" – 2:57
5. "All in Your Hands" – 3:32
6. "It's Not What They Said" – 3:41
7. "23 Days" – 3:26
8. "Count Me In" – 3:35
9. "Alone in This Bed (Capeside)" – 3:50
10. "Wave Goodbye" – 3:13
11. "The Fold" – 3:07

## Bonus
1. "Lollipop" (Lil Wayne cover) (Bonus Track) – 3:11[4]
2. "Hear Me Now (Acoustic Version with Keys)" (UK Bonus Track) – 3:52
3. "Alone in This Bed (Capeside) [Acoustic]" (UK Bonus Track) – 3:24

## Personal
1. Jeff Hanson - Gestión[5]
2. Brett Hestla - Productor, Ingeniero, Mezcla, Músico
3. Brook Pifer – Fotografía
4. Rick Schmidt - Gestión